# 橋本伸哉
橋本 伸哉（はしもと しんや、1959年3月31日 - ）は、日本の科学技術官僚、化学者（環境化学・生物地球化学）。学位は理学博士（東京大学・1986年）。静岡県立大学大学院生活健康科学研究科教授・環境科学研究所教授。

## 概要
1981年、東京大学理学部化学科を卒業し、大学院に進学。1986年、東京大学大学院理学系研究科の博士課程を修了し、理学博士号を取得する。
1986年、科学技術庁に入庁する。同庁の金属材料技術研究所にて研究員を務める。
1990年、東京水産大学に転じ助手となる。2001年、静岡県立大学に採用され、環境科学研究所にて助教授、および、教授として活動する。また、大学院の生活健康科学研究科でも環境物質科学専攻の教授を兼任している。

## 研究
専門分野として環境化学、生物地球化学を挙げている。分析化学を用い、生物や海洋に与える化学物質の影響の研究から、地球温暖化やオゾン層の破壊といった環境問題の研究などを行っている。

## 著作
- 橋本伸哉研究代表者『環境中におけるエストロゲン様物質の検索と魚類への影響・蓄積機構に関する研究』（2000年）